# Bola de oro (postre)
Bola de oro es un postre tradicional de la gastronomía peruana, concretamente de la cocina de la capital peruana.

## Descripción
Consiste en capas de bizcochuelo intercaladas con mermelada de albaricoque, manjar blanco y nueces picadas. Una vez alcanzada cierta altura, se recorta en forma de cúpula y se cubre con maná, una pasta elaborada a base de yemas. Se decora con figuras de frutas hechas con maná.

## Historia
La bola de oro es un postre que proviene de la tradición conventual limeña, y forma parte del recetario gastronómico de la Lima antigua. Su consumo se vincula a celebraciones familiares religiosas y onomásticos, como bautizos, primeras comuniones, etc.